# Promozione Umbria 1954-1955
La Promozione fu il massimo campionato regionale di calcio disputato in Umbria nella stagione 1954-1955.

## Squadre partecipanti
| Squadra               | Città (provincia)                       | Stagione 1953-54                          |
| --------------------- | --------------------------------------- | ----------------------------------------- |
| A.S. Amerina          | Amelia (TR)                             | 9ª in Promozione Umbria                   |
| A.S. Angelana         | Santa Maria degli Angeli di Assisi (PG) | 4° in Promozione Umbria                   |
| G.C.G. Grifo Perugia  | Perugia                                 | 8° in Promozione Umbria                   |
| A.C. Giontella Bastia | Bastia Umbra (PG)                       | 3° in Promozione Umbria                   |
| S.S. Gualdo           | Gualdo Tadino (PG)                      | 1° in Prima Divisione Umbria/B, promosso  |
| A.S. Gubbio           | Gubbio (PG)                             | 11° in Promozione Umbria                  |
| A.S. Hector Angeli    | Terni                                   | 2° in Prima Divisione Umbria/B, promosso  |
| U.P. Narnese          | Narni (TR)                              | 6° in Promozione Umbria                   |
| U.S. Orvietana        | Orvieto (TR)                            | 4° in Promozione Umbria                   |
| S.S. Tiberis          | Umbertide (PG)                          | 7° in Promozione Umbria                   |
| S.S. Todi             | Todi (PG)                               | 9° in Promozione Umbria                   |
| Pol. Torgianese       | Torgiano (PG)                           | 1° in Prima Divisione Umbria/A, promossa  |
| U.S. Umbertide        | Umbertide (PG)                          | 3° in Prima Divisione Umbria/A, ripescato |
| S.S. Virtus Spoleto   | Spoleto (PG)                            | 2° in Promozione Umbria                   |

## Classifica finale
|  | Pos. | Squadra              | Pt | G  | V  | N | P  | GF | GS | DR  |
|  | ---- | -------------------- | -- | -- | -- | - | -- | -- | -- | --- |
|  | 1.   | Umbertide            | 38 | 26 | 16 | 6 | 4  | 44 | 15 | +29 |
|  | 2.   | Orvietana            | 36 | 26 | 17 | 2 | 7  | 59 | 34 | +25 |
|  | 3.   | Virtus Spoleto       | 35 | 26 | 15 | 5 | 6  | 56 | 20 | +36 |
|  | 4.   | Giontella Bastia     | 30 | 26 | 12 | 6 | 8  | 50 | 36 | +14 |
|  | 4.   | Gubbio               | 30 | 26 | 11 | 8 | 7  | 32 | 34 | -2  |
|  | 6.   | Gualdo               | 28 | 26 | 12 | 4 | 10 | 47 | 29 | +18 |
|  | 7.   | Narnese              | 27 | 26 | 11 | 5 | 10 | 40 | 35 | +5  |
|  | 8.   | Angelana             | 26 | 26 | 11 | 4 | 11 | 44 | 37 | +7  |
|  | 8.   | Tiberis              | 26 | 26 | 11 | 4 | 11 | 46 | 35 | +11 |
|  | 10.  | Todi                 | 22 | 26 | 9  | 4 | 13 | 44 | 59 | -15 |
|  | 11.  | Hector Angeli        | 19 | 25 | 8  | 3 | 14 | 28 | 46 | -18 |
|  | 12.  | G.C.G. Grifo Perugia | 16 | 26 | 7  | 2 | 17 | 31 | 55 | -24 |
|  | 13.  | Amerina              | 16 | 25 | 7  | 2 | 16 | 33 | 70 | -37 |
|  | 14.  | Torgianese (-3)      | 10 | 26 | 6  | 1 | 19 | 14 | 63 | -49 |

Legenda:

      Promossa in  IV Serie 1955-1956.
      Retrocessa in Prima Divisione Umbria 1955-1956.
Regolamento:

Due punti a vittoria, uno a pareggio, zero a sconfitta.
Note:

Amerina retrocessa dopo aver perso lo spareggio salvezza in campo neutro contro l'ex aequo G.C.G. Grifo Perugia.
La Torgianese è stata sanzionata con 3 punti di penalizzazione per altrettante rinunce.

### Risultati

#### Spareggio salvezza
|                      | Risultati |         | Luogo e data      |
| -------------------- | --------- | ------- | ----------------- |
| G.C.G. Grifo Perugia | ?-?       | Amerina | Perugia, ? ? 1955 |
|                      |           |         |                   |